# Liste von Bibliotheken in Hamburg
Dieser Artikel bietet eine unvollständige Auflistung von Bibliotheken in Hamburg. Weiterhin gibt es den Landesverband Hamburg im Deutschen Bibliotheksverband. Hamburger Bibliothekskataloge lassen sich durch die Suchmaschine Beluga durchsuchen.

## Bibliotheken
- Hamburger Öffentliche Bücherhallen
- Staats- und Universitätsbibliothek Hamburg
- Universitätsbibliothek der Helmut-Schmidt-Universität
- Universitätsbibliothek der Technischen Universität Hamburg

## Fachbibliotheken
- Bibliothek des Deutschen Zollmuseums
- Bibliothek der Gelehrtenschule des Johanneums
- Bibliothek der Genealogischen Gesellschaft Hamburg
- Bibliothek der Hamburger Kunsthalle
- Bibliothek des Hans-Bredow-Instituts
- Bibliothek der Mathematische Gesellschaft in Hamburg
- Bibliothek des Max-Planck-Institut für ausländisches und internationales Privatrecht
- Bibliothek des UNESCO Institute for Lifelong Learning
- Bucerius Bibliothek im Museum für Kunst und Gewerbe Hamburg
- Centralbibliothek für Blinde und Norddeutsche Blindenhörbücherei
- Commerzbibliothek
- GIGA Informationszentrum
- Linga-Bibliothek
- Philatelistische Bibliothek Hamburg
- Deutsche Zentralbibliothek für Wirtschaftswissenschaften

- Ärztliche Zentralbibliothek
- Bibliothek des Ärztlichen Vereins in Hamburg

- Nordelbische Kirchenbibliothek
- Bibliothek der Mennonitengemeinde zu Hamburg und Altona

## Ehemalige Bibliotheken
- Hamburger Dombibliothek